# Festival international du film policier de Beaune
Le Festival international du film policier de Beaune est un festival de cinéma annuel se tenant à Beaune (Côte-d'Or), en France.
Il prend la suite du Festival du film policier de Cognac qui s'est tenu pendant vingt-cinq ans, de 1982 à 2007 à Cognac en Charente. Ce dernier a été arrêté à la suite de difficultés de financement et le festival n'a pas été organisé en 2008. Le festival de Beaune en reprend les principaux concepts avec deux jurys, l'un composé de personnalités du cinéma, l'autre composé de policiers, pour récompenser les films et la remise de prix littéraires : le prix du Roman noir français et le prix du Roman noir étranger par un jury de quinze personnalités du monde littéraire et cinématographique.
En 2021 il est annoncé que c'est désormais dans la ville de Reims que le festival aura lieu et se nommera Reims Polar,.

## Festival international du film policier de Beaune:1reédition

### Programme 2009
L'édition 2009 se tient du 1er au 5 avril 2009, avec un hommage à Robert Duvall, et couronne ans la brume électrique de Bertrand Tavernier. Pour le premier Festival international du film policier de Beaune, la ville accueille le cinéaste français Claude Chabrol, nommé président du jury longs métrages. Celui-ci à même dit : "Je déteste être président, je déteste les jurys, mais comme je suis le roi de la contradiction, j'adore être le président du jury longs métrages du Festival International du Film Policier de Beaune". La ville de Beaune s'offre également quinze parrains de luxe, rassemblés au sein du "Cercle Rouge", jury remettant le prix du Roman noir français et le prix du Roman noir étranger. Au sein du "Cercle Rouge", on retrouve : François Guérif, Marie-Caroline Aubert, Tonino Benacquista, Laurent Chalumeau, Benoît Cohen, Alain Corneau, Antoine de Caunes, Jean Hernandez, Pierre Jolivet, Joëlle Losfeld, Olivier Marchal, Claude Mesplède, Claude Miller, Frédéric Schoendoerffer et... Claude Chabrol, évidemment. Cette édition rend hommage à la ville de Paris "Paris Polar" pour son influence et sa dimension mythologique au sein du genre policier.

### Palmarès 2009
- Par le jury longs métrages, Claude Chabrol (président), François Berléand, Amira Casar, Benoît Cohen, Anne Consigny, François Guérif, Noémie Lvovsky et Elsa Zylberstein a décerné les prix suivants :
  - Grand prix : Dans la brume électrique de Bertrand Tavernier ( France -  États-Unis)
  - Prix du jury : Sólo quiero caminar d'Agustín Díaz Yanes ( Espagne -  Mexique)
- Par le jury spécial Police : Danielle Thiery (présidente), Wilfried Fremond, Loïc Garnier, Jean-Marc Souvira et Robin Gazawi :
  - Prix spécial Police : Terribly Happy de Henrick Ruben Gens ( Danemark)
- Par le jury de journalistes internationaux :
  - Prix de la critique : Suspect X de Hiroshi Nishitani ( Japon)
- Par le jury Sang Neuf, Étienne Chatiliez (président), Sami Bouajila, Rachida Brakni, Samuel Le Bihan et Nicolas Saada
  - Prix Sang Neuf : Bronson de Nicolas Winding Refn ( Royaume-Uni)
- Par le jury courts métrages, Jean-Paul Rouve (président), Fred Cavayé, Marius Colucci, Arié Elmaleh, Julie Ferrier et Thomas Verovski :
  - Prix de l'entrecœur du meilleur court métrage : Baptême du feu de Nicolas Mesdom ( France)

## Festival international du film policier de Beaune:2eédition(2010)

### Programme 2010
L'édition 2010 se tient du 8 au 11 avril 2010.

#### Hommages
Cette année, le festival rend hommage à deux personnalités du cinéma : le réalisateur James Gray et l'acteur Samuel L.Jackson (présent sur le tapis rouge du Festival). Pour l'occasion, le Festival projettera l'ensemble des films de James Gray :
- 1994,Little Odessa
- 2000, The Yards
- 2007,La Nuit Nous Appartient
- 2008, Two Lovers

#### Événements
Chaque année, le Festival international du Film Policier de Beaune rend hommage à une ville pour son influence et sa dimension mythologique au sein du genre policier. Après "Paris Polar" pour la première édition, le Festival mettra cette année à l’honneur New York : "New York Polar "Naked City". Après le cinéaste français Claude Lelouch l'année dernière[C'est-à-dire ?], le Festival propose cette année[C'est-à-dire ?] une "Leçon de cinéma" avec James Gray qui parlera de son travail et répondra aux questions des personnes présentes.

### Palmarès 2010
- Par le jury longs métrages présidé par Olivier Marchal et composé de : Marilyne Canto, Abdel Raouf Dafri, François-Xavier Demaison, Marie Gillain, Catherine Jacob, Guy Lecluyse, Gilbert Melki, Steve Suissa
  - Grand prix : Dans ses yeux de Juan José Campanella ( Espagne -  Argentine)
  - Prix du jury : Backyard de Carlos Carrera ( Mexique)
- Par le jury Spécial police présidé par Danielle Thiery, assistée de Nadine Carmel-Tremblay, John..., Christian Aghroum, Philippe Bugeaud, Franck Douchy, Emile Perez :
  - Prix spécial Police : Dans ses yeux de Juan José Campanella ( Espagne -  Argentine)
- Par le jury de journalistes internationaux :
  - Prix de la critique : The Killer Inside Me de Michael Winterbottom (pays?)
- Par le jury Sang Neuf présidé par Sam Karmann :
  - Prix Sang Neuf : Bron If i want to whistle, I whistle de Florin Serban (pays?)

## Festival international du film policier de Beaune:3eédition (2011)

### Programme 2011
L'édition 2011 se tient du 30 mars au 3 avril 2011.

#### Hommages
Cette année, le Festival rend hommage à trois personnalités du cinéma : Claude Chabrol, Mireille Darc (présente sur la tapis rouge) et Michele Placido.

#### Événements
Chaque année, le Festival international du Film Policier de Beaune rend hommage à une ville pour son influence et sa dimension mythologique au sein du genre policier. Après "Paris Polar" et "New-York Polar", le Festival mettra cette année à l’honneur "Hong-Kong Polars". Après le cinéaste français Claude Lelouch en 2009 puis le cinéaste américain James Gray l'an dernier, le Festival propose cette année une "Leçon de cinéma" avec Frédéric Schœndœrffer qui parlera de son travail et répondra aux questions du public.

### Palmarès 2011
- Jury des longs-métrages : Régis Wargnier (président), Stefano Accorsi, Fred Cavayé, Clovis Cornillac, Mireille Darc,  Thierry Frémont, Gaël Morel, Florence Pernel et Linh-Dan Pham.
  - Grand prix pour The Man from Nowhere de Lee Jeong-beom ( Corée du Sud)
  - Prix du jury ex aequo : Bullhead de Michaël R. Roskam (Belgique) et Il était une fois un meurtre de Baran bo Odar (Allemagne)
- Jury Sang Neuf : Frédéric Schoendoerffer (président), Valérie Expert, Lea Fazer, Jean-Christophe Grangé et  Florence Thomassin.
  - Prix Sang Neuf : L.A., I Hate You de Yvan Gauthier (États-Unis)
- Prix spécial police : L'Affaire Rachel Singer de John Madden (Royaume-Uni et États-Unis)
- Prix de la critique ex aequo : Animal Kingdom de David Michôd (Australie) et Bullhead de Michaël R. Roskam (Belgique)

## Palmarès 2012 (4eédition)
- Jury des longs-métrages : Jean-Loup Dabadie (président), Naidra Ayadi, Pascal Bonitzer, Karim Dridi, Nadia Farès, Julie Ferrier, Tony Gatlif, Jean Ollé-Laprune, Nicolas Saada et Jonathan Zaccaï
  - Grand prix : Margin Call de J. C. Chandor
  - Prix du jury : Hodejegerne de Morten Tyldum
- Jury Spécial police : Danielle Thiéry (présidente), Frédéric Doidy, Françoise Hardy et Serge Rivayrand
  - Prix Spécial police : Shadow Dancer de James Marsh (réalisateur)
- Jury de la critique composé de journalistes
  - Prix de la critique : Kill List de Ben Wheatley
- Jury Sang Neuf : Tito Topin (président), Philippe Isard, Simon Michaël et Marc Villard
  - Prix Sang Neuf : ACAB – All Cops Are Bastards de Stefano Sollima

## Palmarès 2013 (5eédition)
- Jury des longs-métrages : Pierre Jolivet (président), Richard Anconina, Pascale Arbillot, Laurent Gerra, Vahina Giocante, Cédric Kahn, Maya Sansa et Florent Emilio-Siri
  - Grand prix : Drug War de Johnnie To
  - Prix du jury ex æquo : New World de Park Hoon-jeong et Northwest de Michael Noer
- Jury Spécial police : Danielle Thiéry (présidente), Inge Philips, Jean-Jacques Colombi, Yves Crespin et Andrea Mainardi
  - Prix Spécial police : Hijacking de Tobias Lindholm
- Jury de la Critique composé de journalistes
  - Prix de la Critique : Northwest de Michael Noer
- Jury Sang Neuf : Didier Long (président), Barbara Cabrita, Stéphane Foenkinos, Christophe Hondelatte et Stéphane Rybojad
  - Prix Sang Neuf : Call Girl de Mikael Marcimain

## Palmarès 2014 (6eédition)
- Jury des longs-métrages : Cédric Klapisch (président), François Berléand, Marie Gillain, Marc Lavoine, Pio Marmaï, Anne Parillaud et Fanny Valette
  - Grand prix : Refroidis de Hans Petter Moland
  - Prix du jury ex æquo : '71 de Yann Demange et Les Poings contre les murs de David Mackenzie
- Jury Spécial police : Danielle Thiéry (présidente), Gilles Aubry, Marco Fernandez, Richard Srecki et Agnès Zanardi
  - Prix Spécial police : Refroidis de Hans Petter Moland
- Jury de la Critique composé de journalistes
  - Prix de la Critique : Black Coal de Diao Yi'nan
- Jury Sang Neuf : Jacques Maillot (président), Sophie Mounicot, Pascal Demolon, Pauline Lefèvre et Jean-François Rauger
  - Prix Sang Neuf : R100 de Hitoshi Matsumoto

## Palmarès 2015 (7eédition)
- Jury des longs-métrages : Danièle Thompson (présidente), Emmanuelle Bercot, Stéphane de Groodt, Philippe Le Guay, Jean-François Stévenin et Elsa Zylberstein
  - Grand prix : Victoria de Sebastian Schipper
  - Prix du jury ex æquo : A Second Chance de Susanne Bier et Hyena de Gerard Johnstone
- Jury Spécial police : Danielle Thiéry (présidente), Eric Berot, Luis Moisés, Jean-Marie Salanova et Marc Thoraval
  - Prix Spécial police : La isla mínima de Alberto Rodríguez
- Jury de la Critique composé de journalistes
  - Prix de la Critique : La isla mínima de Alberto Rodríguez
- Jury Sang Neuf : Santiago Amigorena (président), Anne Berest, Didier Le Pêcheur, Philippe Lelièvre et Nina Meurisse
  - Prix Sang Neuf : Life Eternal de Wolfgang Murnberger

## Palmarès 2016 (8eédition)
- Jury des longs-métrages : Sandrine Bonnaire (présidente du jury)[4], Marina Foïs, Ludivine Sagnier, Jean-Pierre Améris, Cédric Anger, Melvil Poupaud et Pierre Schoeller[5]
  - Grand prix : Man on High Heels de Jang Jin
  - Prix du jury ex æquo : Desierto de Jonas Cuaron et Diamant noir de Arthur Harari
- Jury Spécial police : Danielle Thiéry (présidente), Ric Bachour, Catherine Chambon, Charles Diaz, Vianney Dyevre et Jean-Michel Fauvergue
  - Prix Spécial police : Fritz Bauer, un héros allemand de Lars Kraume
- Jury Sang Neuf : Serge Moati (président du jury)[4]
  - Prix Sang Neuf : Les Ardennes de Robin Pront[6]
- Invité vedette : Brian De Palma[7]

## Palmarès 2017 (9eédition)
- Jury des longs-métrages : Jean-Paul Rappeneau (président du jury)[8], Valérie Donzelli, Éric Elmosnino, Audrey Fleurot, Valeria Golino, Éric Lartigau, François Levantal, Hugues Pagan
  - Grand prix : Le Caire confidentiel de Tarik Saleh
  - Prix du jury, ex æquo : La Colère d'un homme patient de Raúl Arévalo et Cold Hell de Stefan Ruzowitzky
- Jury Sang Neuf : Jacques Weber (président du jury), Sveva Alviti, Arthur Harari, Philippe Kelly et Zazie
  - Prix Sang Neuf : Que Dios nos perdone de Rodrigo Sorogoyen
- Autres :
  - Prix spécial Police : Golem, le tueur de Londres de Juan Carlos Medina
  - Prix de la critique : La Colère d'un homme patient de Raúl Arévalo

## Palmarès 2018 (10eédition)
- Jury des longs-métrages : Lambert Wilson, Hélène Fillières, Radu Mihaileanu, Alice Pol, Géraldine Pailhas, Jérôme Bonnell, Arnaud des Pallières, réalisateur

Palmarès :
- Grand Prix : Une pluie sans fin (The Looming Storm) de Dong Yue
- Prix du Jury : Memoir of a Murderer de Won Shin-yun
- Prix de la critique : The Guilty de Gustav Möller
- Prix spécial police : Une part d'ombre de Samuel Tilman
- Prix sang neuf : Ajji de Devashish Makhija
- Prix Claude Chabrol : Petit Paysan d'Hubert Charuel

## Palmarès 2019 (11eédition)
- Jury des longs-métrages : Benoît Jacquot (président), Mélanie Bernier, Alice Isaaz, Lolita Chammah, François Civil, Louis-Do de Lencquesaing, Agathe Bonitzer, Tonie Marshall et Nicolas Saada

Palmarès remis le 6 avril 2019 :
- Grand Prix : Face à la nuit de Wi Ding Ho
- Prix du Jury : ex aequo Alpha, the Right to Kill de Brillante Mendoza et La paranza dei bambini de Claudio Giovannesi
- Prix Spécial Police : Les Oiseaux de passage de Ciro Guerra et Cristina Gallego
- Prix de la Critique : El reino de Rodrigo Sorogoyen
- Prix Sang Neuf : Traîné sur le bitume de S. Craig Zahler

## 2020,12eet dernière édition (annulée)
L'édition de 2020 n'aura pas lieu à cause de la pandémie de Covid-19. Elle sera par ailleurs la dernière édition du festival du film policier à Beaune, a annoncé la mairie de Beaune. Les raisons du départ du festival du film policier de Beaune sont imprécises, mais la mairie de Beaune évoque notamment que le festival devenait de moins en moins rentable. De plus, plusieurs désaccords avaient lieu avec la ville de Beaune depuis quelques années,.
En janvier 2021, le directeur du festival, Bruno Barde, confirme le divorce sur France Inter : « On a annulé l’année dernière à cause du Covid-19, cette année on ne souhaite plus travailler avec la ville de Beaune, et d’ailleurs j’en profite pour lancer un appel : nous cherchons une ville qui après Cognac et Beaune, accueillerait 35 ans de cinéma policier, mais qui aime le cinéma, le polar et le talent ».